# Talis wockei
Talis wockei là một loài bướm đêm trong họ Crambidae.